# Амар, Андре
Жан Пьер Андре́ Ама́р (фр. Jean-Pierre-André Amar) или Жан Батист Андре Амар (Jean-Baptiste-André Amar; 11 мая 1755 года, Гренобль — 21 декабря 1816 года, Париж) — французский адвокат, революционер и политик, отличавшийся жестокостью и несправедливостью, но достигший в 1794 году президентства в конвенте. Добился казни Робеспьера, однако сам уцелел, хотя уже был арестован, но спасся благодаря амнистии IV года.

## Революционно-политическая деятельность
До революции был адвокатом в гренобльском парламенте. В 1792 году был избран департаментом Изеры в члены Национального конвента и вскоре стал самым ревностным защитником революции. На процессе Людовика XVI голосовал против апелляции к народу об отсрочке казни и требовал исполнения смертной казни в 24 часа. Затем сильно поддерживал предложение Робера Ленде об создании Революционного трибунала и потребовал предания суду генерала Келлермана по подозрению в измене.
В 1793 году Амар был отправлен комиссаром в энский департамент, который жаловался на него конвенту за несправедливые и многочисленные аресты, произведённые по его приказанию. В конвенте он восставал против умеренной партии, был докладчиком Комитета общественной безопасности и внёс 3 октября известный доклад «о партии Бриссо», из-за чего 73 члена конвента были арестованы и 46 обвинены. Преследуя жирондистов и будучи главным обвинителем Дюпра (Jean Duprat), Менвьеля (Agricol Minvielle), двух братьев Рабо (Rabaut), казнённых по его настоянию, Амар не щадил и своей партии: он обвинил Шабо, Базира, Фабр-д’Эглантина, Делоне анжерского и Жюльена тулузского (Jean Julien) в обогащении за счёт республики и расхищении казённых сумм. Обвинённые были казнены и никто не осмелился сказать слова в их защиту. Имя Амара пугало всех; только Эбер решился обвинить его в клубе кордельеров, как скрытого аристократа, имеющего намерение погубить всех друзей свободы, на что Амар ответил обвинением самого Эбера и его приверженцев; и они были гильотинированы.
В 1794 году он достиг высшей степени власти, став президентом Национального конвента. По просьбе жителей Франсиады (переименованного города Сен-Дени) он провозгласил, что Жан-Жак Руссо заслуживает бессмертия и места погребения в Пантеоне.
Робеспьер не любил Амара; последний, опасаясь намерений неподкупного республиканца, восстал против него 8 термидора и всеми силами содействовал его падению. Тотчас после казни Робеспьера Лекуантр (Laurent Lecointre) обвинил его, как сообщника казнённого, но Амар успел получить декрет, объявлявший его поведение «сообразным с желаниями нации». В 1795 году он принял на себя защиту бывших членов Комитета общественной безопасности — Колло-д’Эрбуа, Бийо-Варенна и Барера, осуждённых на изгнание; но сам был арестован и заключён в гамскую цитадель. Амнистия 4 брюмера IV года дала ему свободу.
Он жил в Париже, не вмешиваясь в политику, когда Директория арестовала его, как сообщника в заговоре Бабёфа. Перед верховным судом он произнёс апологию революционного правления и своих действий. Суд нашёл их жестокими и заслуживающими порицания, но не мог обвинить его ни в чём, не имея законных доказательств.
Во время правления Наполеона, Амар жил в уединении, не принося никакой присяги, не принимая места от правительства. Возможно, из-за этого он не был включён в список лиц на изгнание после возвращения Бурбонов (1816) и спокойно умер в Париже. На склоне лет стал приверженцем мистических идей Сведенборга, переводил на французский язык его сочинения.